# Ďurďové
Ďurďové este o comună slovacă, aflată în districtul Považská Bystrica din regiunea Trenčín, pe malul râului Zákopčianka⁠(d). Localitatea se află la altitudinea de 440 m deasupra n.m., se întinde pe o suprafață de 4,82 km2 și în 2017 număra 143 de locuitori.

## Istoric
Localitatea Ďurďové este atestată documentar din 1393.

## Demografie
| An:                | 1994 | 2004   | 2014    | 2024   |
| ------------------ | ---- | ------ | ------- | ------ |
| Număr de persoane: | 182  | 192    | 151     | 165    |
| Diferență:         |      | +5,49% | −21,35% | +9,27% |

| An:                | 2023 | 2024   |
| ------------------ | ---- | ------ |
| Număr de persoane: | 160  | 165    |
| Diferență:         |      | +3,12% |